# フラデツ・クラーロヴェー・トロリーバス
フラデツ・クラーロヴェー・トロリーバス（チェコ語: Trolejbusová doprava v Českých Budějovicích）は、チェコの都市であるフラデツ・クラーロヴェー市内に存在するトロリーバス。2021年現在は路線バスと共にフラデツ・クラーロヴェー市交通会社（Dopravní podnik města Hradce Králové a.s.、DPMHK）によって運営されている。

## 概要
1949年5月2日に開通した、フラデツ・クラーロヴェー市内のトロリーバス。1950年代に多数の路線が開通したものの、1960年代には機器の老朽化の影響もあり一部路線の廃止が実施されたが、1970年代のオイルショック以降は他都市と同様に近代化が進められ、民主化およびビロード離婚以降は再度路線の延伸が実施された。そのうち一部区間は架線が敷設されていないため、ディーゼル発電機を搭載した車両が投入されている。
2019年2月2日に実施された新規系統の開通以降、フラデツ・クラーロヴェー市内には以下のトロリーバス路線が存在する。
| 系統番号 | 起点                  | 終点                  | 備考               |
| -------- | --------------------- | --------------------- | ------------------ |
| 1        | Terminál HD           | Kluky planetárium     |                    |
| 2        | Terminál HD           | Nový Hradec Králové   |                    |
| 3        | Plačice               | Slezské př. – Cihelna |                    |
| 4        | Terminál HD           | Pod Strání            |                    |
| 6        | Terminál HD           | Slezské př. – Cihelna |                    |
| 7        | Terminál HD           | Malšovice – U Čechů   |                    |
| 21       | Plachta – U Parku     | Plachta – U Parku     | ラケット式環状系統 |
| 27       | Slezské př. – Cihelna | Pod Strání            |                    |

## 車両
フラデツ・クラーロヴェーのトロリーバス路線には開業時に導入された車両を除き、シュコダ製の車両が継続的に導入されている。2021年時点で在籍する形式はシュコダ30Tr SORとシュコダ31Tr SOR（連節バス）で、そのうち前者の一部車両には非電化区間での走行に適したディーゼル発電機や充電池が搭載されている。

現有車両
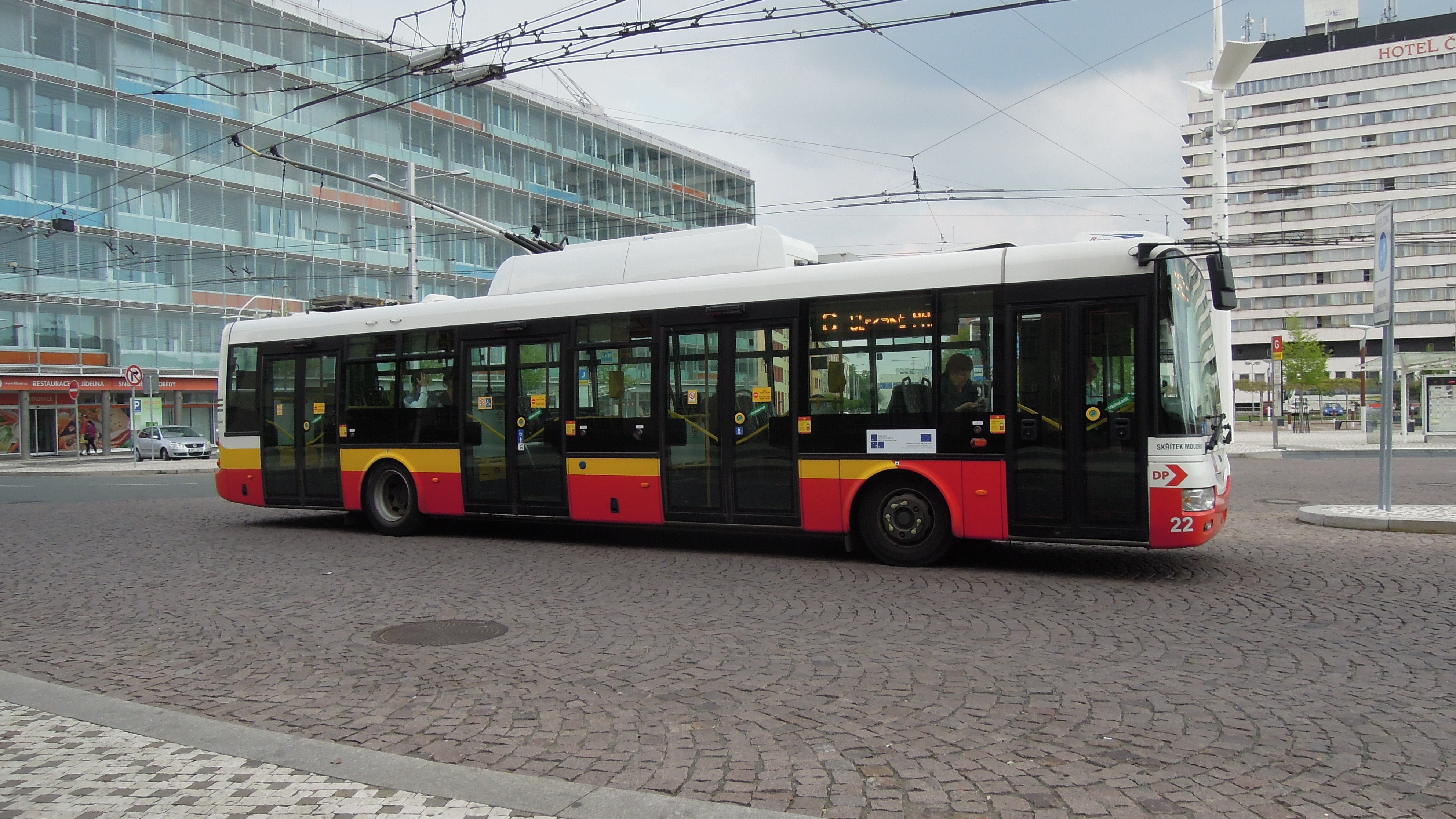
シュコダ30Tr SOR（2014年撮影）
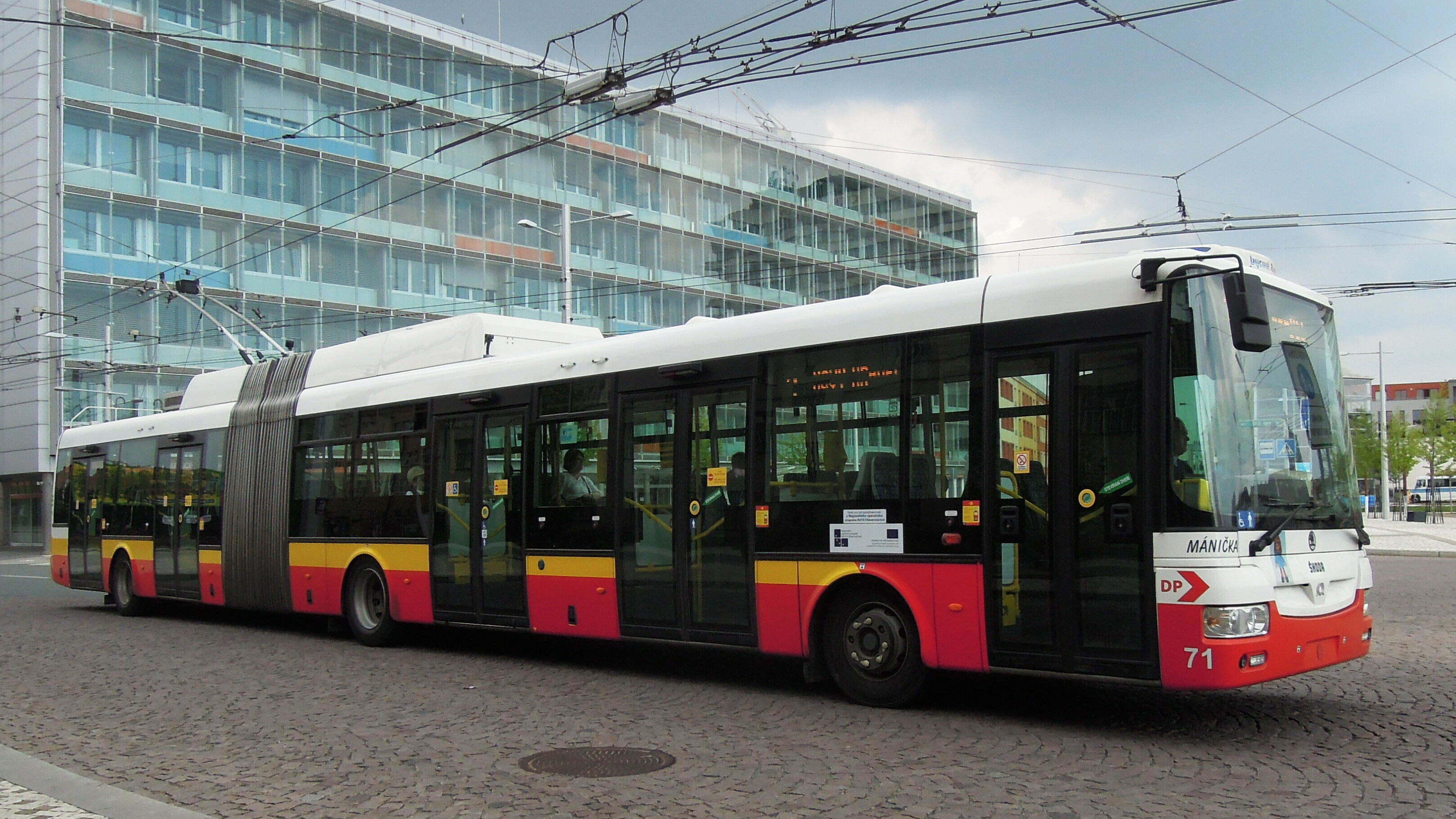
シュコダ31Tr SOR（2014年撮影）

過去の車両
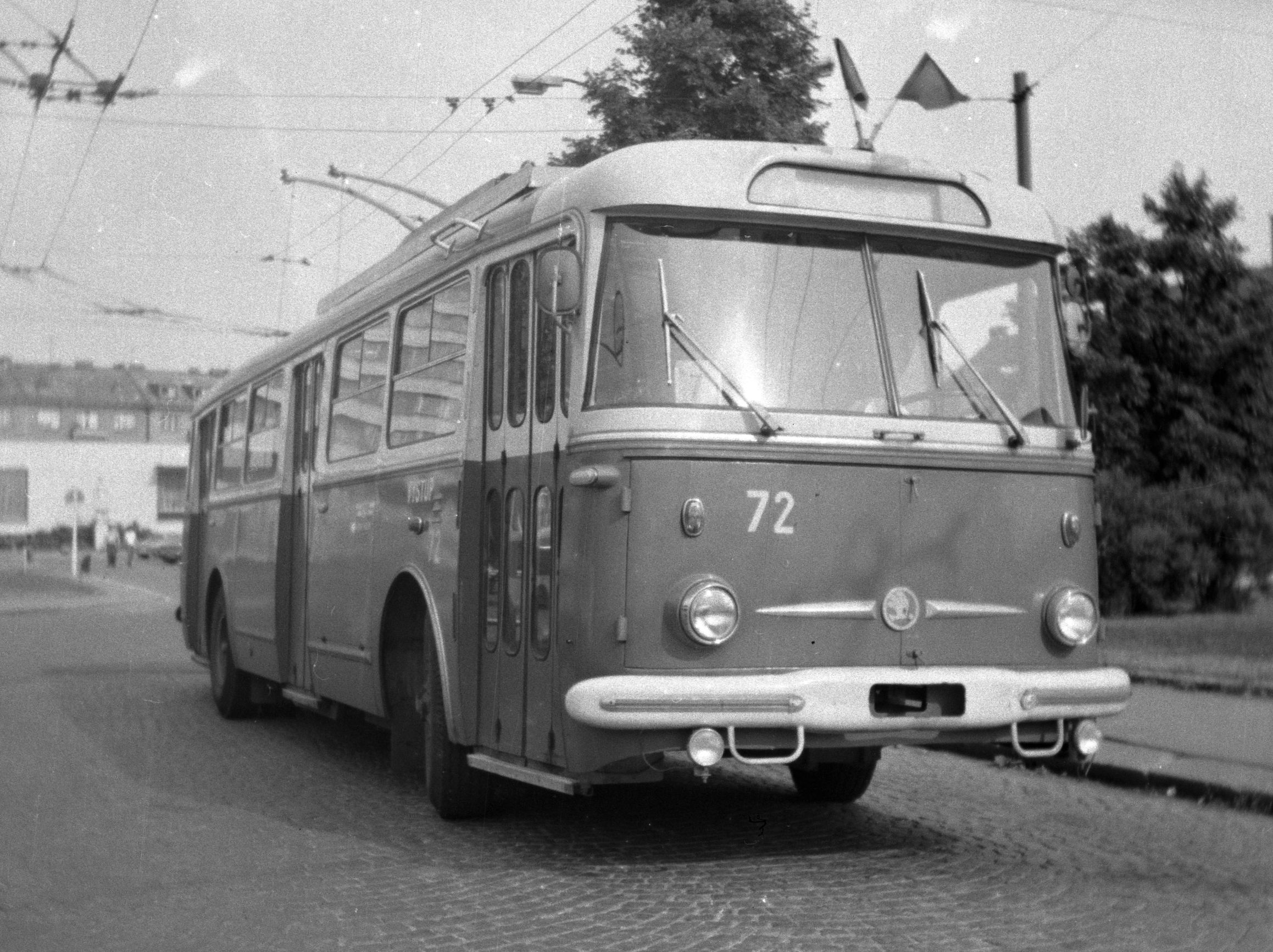
シュコダ9Tr（1981年撮影）
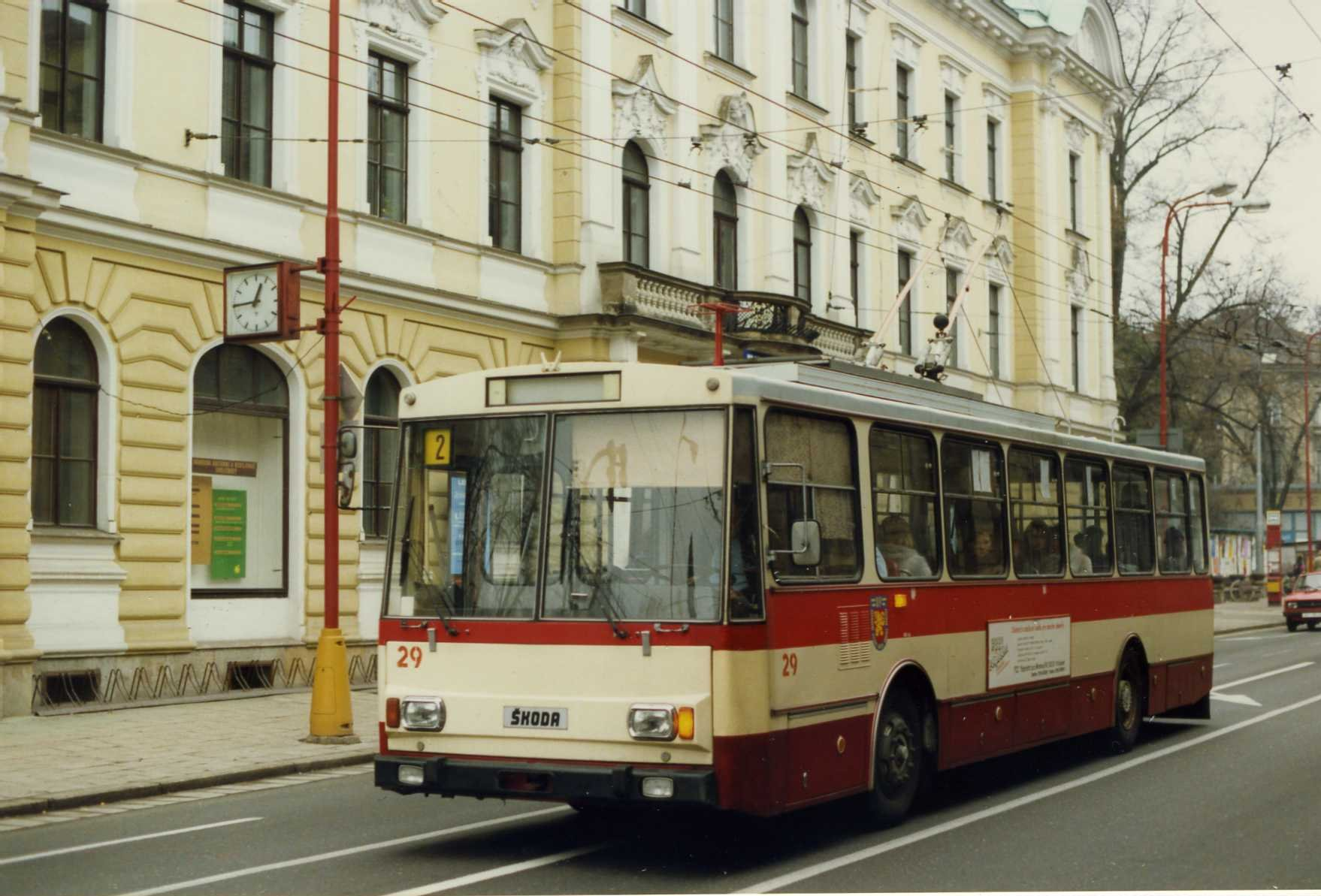
シュコダ14Tr（1992年撮影）
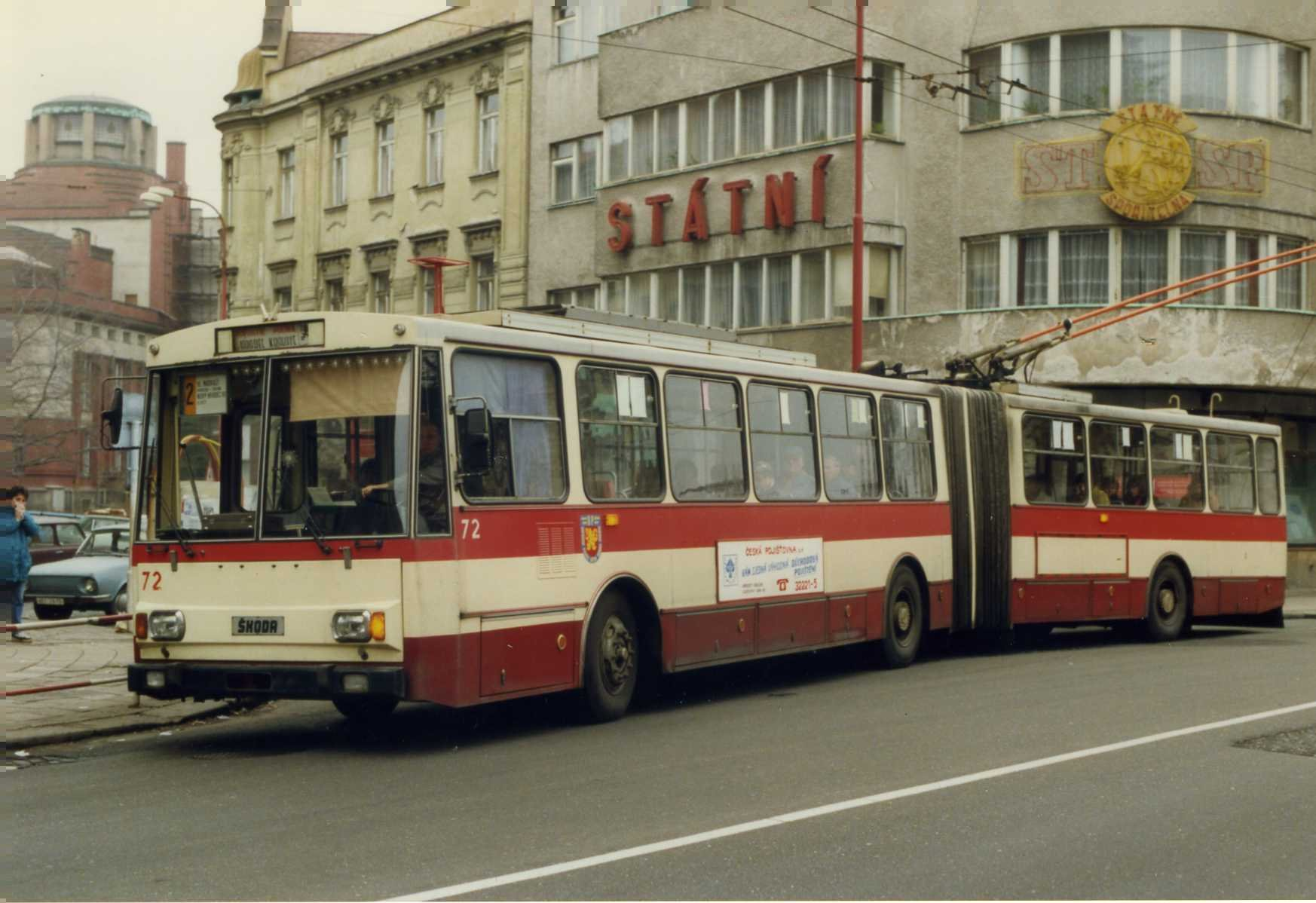
シュコダ15Tr（1992年撮影）
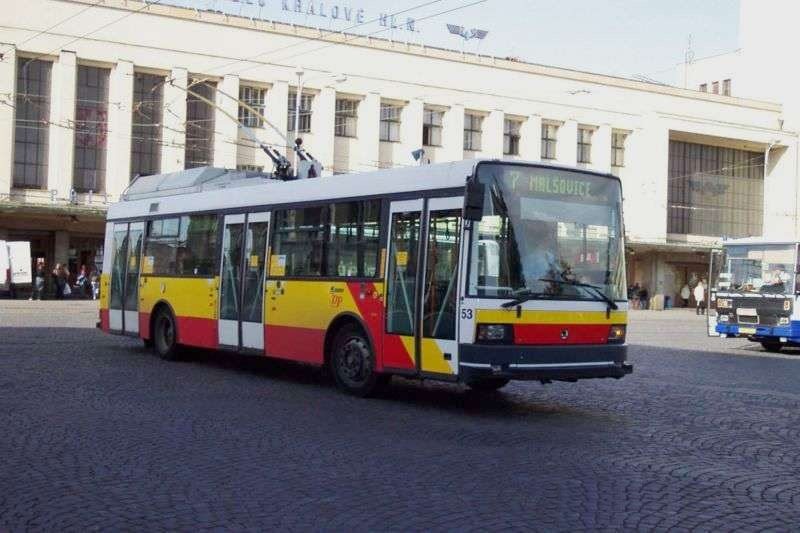
シュコダ21Tr（2005年撮影）